# Mäuseturm (Freudental)

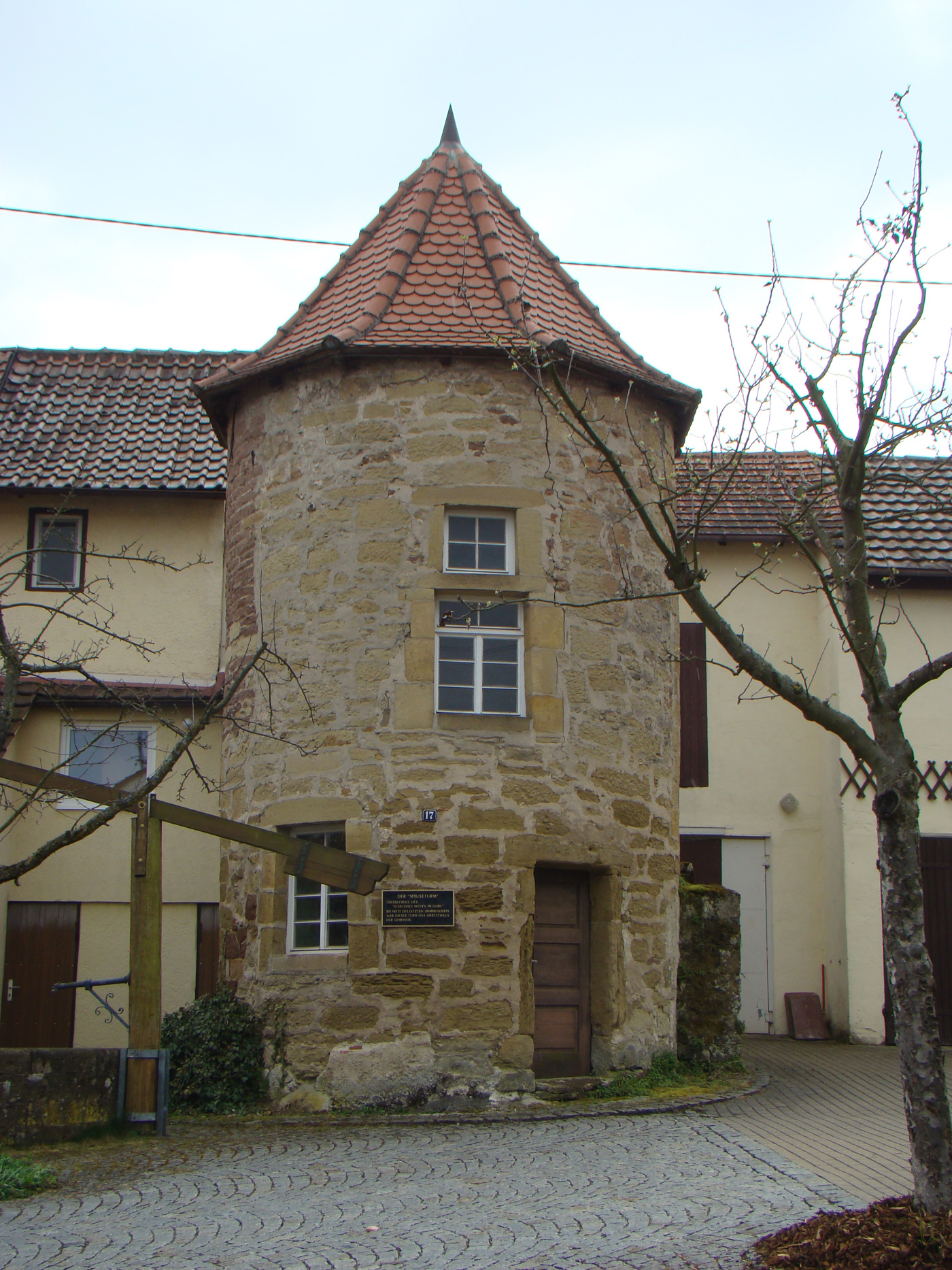
Mäuseturm in Freudental

Der sogenannte Mäuseturm in Freudental, einer Gemeinde im Landkreis Ludwigsburg in Baden-Württemberg, wurde 1590 erbaut. Der massive Rundturm an der Kirchstraße 17 ist ein geschütztes Kulturdenkmal. 
Der Turm aus Bruchsteinmauerwerk mit achteckiger ziegelgedeckter Spitzhaube wurde bis Mitte des 20. Jahrhunderts als Arresthaus der Gemeinde Freudental genutzt.
Der Mäuseturm ist der letzte erhaltene Teil des im 17. Jahrhundert abgebrochenen Schlosses, das als Mittleres Schloss bezeichnet wurde, da es in der Dorfmitte lag.
Im Jahr 1961 wurde der Turm instand gesetzt.